# 巴爾的摩鎮區 (愛荷華州亨利縣)
巴爾的摩鎮區（英語：Baltimore Township）是位於美國愛荷華州亨利縣的一個行政鎮區。

## 地方資料
根據2010年美國人口普查的數據，巴爾的摩鎮區的面積為94.37平方千米，當中陸地面積為92.60平方千米，而水域面積為1.77平方千米。當地共有人口850人，而人口密度為每平方千米9.01人。